# Mikołaj Sołtysowic
Mikołaj Sołtysowic z Konradswalde (ur. w Konradswalde, zm. przed 1428) — polski prawnik, rektor Uniwersytetu Krakowskiego. 

## Życiorys
Najprawdopodobniej pochodził z rodziny chłopskiej, a jego ojciec był sołtysem. 
Studiował na Uniwersytecie Karola w Pradze. 29 sierpnia 1394 roku uzyskał tam bakalaureat sztuk wyzwolonych, a trzy lata później tytuł magistra. 
Po odnowieniu Uniwersytetu Krakowskiego przybył do Krakowa i został wykładowcą na krakowskim Wydziale Sztuk, którego dwukrotnie był dziekanem – w 1405 i 1407 roku. Rozpoczął następnie studia prawnicze, a przed 1417 uzyskał tytuł bakałarza dekretów. 
W 1417 wybrany został na rektora Uniwersytetu Krakowskiego. Po skończonej kadencji kontynuował studia prawnicze oraz podjął również studia teologiczne. Przed 9 stycznia 1420 roku uzyskał stopień doktora dekretów, a przed 12 lutego 1421 bakalaureat teologii.
Zmarł przed 1428, gdyż w tym właśnie roku wymieniony został jako zmarły w mowie pogrzebowej Mikołaja Tempfelda ku czci Zygmunta z Pyzdr.